# Anaba (distrikt)
Anaba, eller Unaba, är ett distrikt i Afghanistan. Det ligger i provinsen Panjshir, i den nordöstra delen av landet, 80 kilometer norr om huvudstaden Kabul.
Distriktet beräknades år 2022 ha cirka 21 000 invånare.